# Znám István
Znám István, illetve Štefan Znám (Vámosbalog, 1936. február 9. – Pozsony, 1993. július 17.) szlovákiai magyar matematikus, egyetemi tanár.

## Élete
A Rimaszombathoz közeli Vámosbalogon született. 1954-ben érettségizett a rimaszombati középiskolában. 1959-ben elvégezte a pozsonyi egyetem természettudományi karán a matematika szakot. Egy év pöstyéni tanítás után visszakerült előbb a pozsonyi Műszaki Egyetemre, majd a Comenius Egyetemre oktatónak. 1966-ban kisdoktori, majd 1980-ban nagydoktori fokozatot szerzett. 1982-től egyetemi tanár. Jó kapcsolatokat ápolt a magyarországi matematikusokkal. Az egyetemen megszervezte tutoriális alapon az elsőéves magyar anyanyelvű matematika szakos diákok megsegítését, akiknek nehézséget okozott a szlovák nyelvi környezetbe való beilleszkedés. Turczel Lajossal elindította az egyetemen a matematika–magyar nyelv és irodalom szakpárosítást tanárjelöltek számára.
Tudományos ismeretterjesztő tevékenységét 1980-ban a Szlovák Tudományos Akadémia díjával ismerték el. Magyar és angol matematikai szakkönyveket fordított szlovákra (Rényi Alfréd: Dialógusok a matematikáról; Survey of Modern Algebra).
Az 1989-es változások után első elnöke volt a Szlovákiai Magyar Tudományos Társaságnak. Kéziratos hagyatéka még feldolgozásra vár.
Az Erdős-száma 2.

## Munkássága
Kutatási területei a számelmélet és gráfelmélet. Megfogalmazta és vizsgálta a róla elnevezett számelméleti problémát (Znám-probléma). Štefan Znám néven publikált.

### Könyvei
- Teória čísel (1976)
- Otec, matka, matematika a ja (1982)
- Pohľad do dejín matematiky (1986)